# 黃俊文 (小提琴家)
黃俊文（Paul Huang；1990年—），是一位台裔美籍小提琴家，活躍於台灣及美國兩地。

## 生平
黃俊文1990年出生於臺南市。父母經營藥局，他7歲時由王麗雯啟蒙，並先後就讀永福國小、大成國中音樂班。12歲時贏得台灣全國小提琴比賽第1名。2003年暑假，他經由推薦，在母親的陪伴下移居美國紐約，進入茱莉亞音樂學院就讀先修班，並在該校陸續完成學士及碩士學位。求學期間，他師事姜康、李宜濠。2009年，他參加瑞士汐昂國際小提琴大賽（Concours international de violon Sion-Valais），獲得冠軍及觀眾票選獎。
2024年8月下旬，他在NHK交響樂團與首席指揮法比奥·路易西訪台巡演中擔任獨奏，演奏布魯赫的《G小調第一號小提琴協奏曲》。
2021/22學年度起，黃俊文擔任國立臺北藝術大學音樂系專任小提琴助理教授，經過蘇顯達數年的積極邀請。

## 專輯
- 《熟悉的靈感－黃俊文演奏喜愛的小品集》（2015；奇美文化基金會）[15]

## 獲獎及榮譽
- 艾佛瑞·費雪事業獎（英语：Avery Fisher Career Grant）（2015年）[16]
- 林肯中心新銳藝術家獎（Lincoln Center Award for Emerging Artists；2017年）[17][18]

## 外部連結
- 官方网站
- 北藝大官網簡介 （页面存档备份，存于）